# Free funk
Il free-funk è una combinazione di jazz d'avanguardia con musica funk sviluppatasi negli anni '70. I leader del genere includono Ornette Coleman e il suo gruppo Prime Time, Ronald Shannon Jackson e il suo gruppo Decoding Society, Jamaaladeen Tacuma e il suo gruppo Spectacle e James "Blood" Ulmer. Questa musica ha anche molto influenzato il genere M-Base.